# Kanton Colmar-1
Der Kanton Colmar-1 ist seit 2015 ein französischer Wahlkreis im Arrondissement Colmar-Ribeauvillé, im Département Haut-Rhin und in der Region Grand Est.

## Geschichte
Der Kanton wurde anlässlich der Wahlkreisreform, die am 22. März 2015 in Kraft trat, neu gebildet.

## Gemeinden
Der Kanton besteht aus zwei Gemeinden und Gemeindeteilen mit insgesamt 42.916 Einwohnern (Stand: 1. Januar 2022) auf einer Gesamtfläche von 23,64 km²:
| Gemeinde        | Einwohner 1. Januar 2022 | Fläche km² | Dichte Einw./km² | Code INSEE | Postleitzahl |
| --------------- | ------------------------ | ---------- | ---------------- | ---------- | ------------ |
| Colmar          | 38.173                   | 16,20      | 2.356            | 68066      | 68000        |
| Ingersheim      | 4.743                    | 7,44       | 638              | 68155      | 68040        |
| Kanton Colmar-1 | 42.916                   | 23,64      | 1.815            | 6804       | –            |

1. ↑   Nur der westliche Teil der Gemeinde, der Rest gehört zum Kanton Colmar-2.

## Gebietsbeschreibung
Das Gebiet des Kantons wird seit dem 22. März 2015 in der Stadt Colmar durch die folgende Grenze bestimmt. Die Angaben erfolgen im Uhrzeigersinn und beginnen im Norden:
- Stadtgrenze, Route de Strasbourg, Avenue Joseph Rey, Rue du Ladhof, Rue Charles Marie Widor, Rue Ludwig van Beethoven, Rue Frédéric Kuhlmann, Rue Gustave Umbdenstock, Rue du Ladhof, Rue de la Cavalerie, Rue Henry-Wilhelm, Rue des Papeteries, Route d'Ingersheim, Rue du Jura, Rue des Trois-Epis, Rue de la Gare, Rue Georges Lasch, Place de la Gare, Route de Rouffach, Rue d'Altkirch, Bahnlinie Straßburg–Basel, Stadtgrenze